# Kedra Holland-Corn
Kedra Nicol Holland, coniugata Corn (Houston, 5 novembre 1974), è un'ex cestista statunitense, professionista nella ABL e nella WNBA.

## Carriera
È stata selezionata dalle Sacramento Monarchs al secondo giro del Draft WNBA 1999 (14ª scelta assoluta).
Con gli Stati Uniti ha disputato le Universiadi di Sicilia 1997.

## Palmarès
- Campionato WNBA: 2

Detroit Shock: 2003, 2006